# Els Arnaus
Els Arnaus és un mas al terme municipal de Sant Feliu Sasserra (al Bages) protegida com a bé cultural d'interès local. És un dels masos més antics i poderosos del terme de Sant Feliu. El seu origen és medieval i al llarg dels anys havia aconseguit diverses masoveries. Al segle xviii i XIX tingué un cert esplendor arrel del conreu de la vinya. Després de la fil·loxera el mas anà perdent importància. L'annexe de la galeria és del segle xviii (llinda de 1742 amb la següent inscripció: "Rosa Arnaus Viuda"). La capella actual data de 1816. Des de principis del segle xix els propietaris van passar a residir al poble de Sant Feliu.
Casal rectangular amb diversos cossos adossats: a la dreta del mas i de manera avançada hi ha quadres, estables i la palissa que tanquen per un costat l'era del mas; a la seva esquerra, una gran galeria ocupa tota l'amplària del mas. La casa presenta tres plantes: la planta baixa amb tres úniques obertures (a manera d'espitllera) i un gran portal d'entrada, de mig punt i adovellat, de tradició renaixentista. El pis principal té totes les finestres adovellades i el superior, les golfes, tres petites finestres, sense adovellar. A la banda de migdia, la galeria s'assenta sobre antics estables amb volta, als quals s'hi accedia per dues grans arcades (avui tapiades). La galeria, amb sòlids pilars de pedra picada, ocupa els dos pisos restants. Al cantó de ponent hi ha l'accés a la capella.